# Mihaela Peneș
Mihaela Peneș (Bukarest, 1947. július 22. – 2024. augusztus 29.) olimpiai bajnok és ezüstérmes román atléta, gerelyhajító.

## Pályafutása
Az 1964-es tokiói olimpián 17 évesen olimpiai bajnok lett gerelyhajításban. Az 1965-ös budapesti universiadén aranyérmes, az 1966-os budapesti Európa-bajnokságon ezüstérmes lett. Az 1968-as mexikóvárosi olimpián ezüstérmet szerzett Németh Angéla mögött. Az aktív versenyzés befejezése után atlétikai edzőként dolgozott. 1990-ben tagja lett a Román Olimpiai Bizottságnak, 1995-ben a nemzetközi osztály vezetője volt, 1999 januárja és áprilisa között pedig főtitkárként tevékenykedett.

## Sikerei, díjai
- Olimpiai játékok – gerelyhajítás
  - aranyérmes: 1964, Tokió
  - ezüstérmes: 1968, Mexikóváros
- Európa-bajnokság – gerelyhajítás
  - ezüstérmes: 1966, Budapest
- Universiade – gerelyhajítás
  - aranyérmes: 1965, Budapest